# Élections municipales de 2020 à Orléans
Pour un article plus général, voir Élections municipales de 2020 dans le Loiret.
Le premier tour des élections municipales françaises de 2020 à Orléans  a lieu le 15 mars 2020. Le second tour, initialement prévu le 22 mars 2020, est reporté en raison de la pandémie de maladie à coronavirus. Il aura lieu le 28 juin 2020.

## Mode de scrutin
Le mode de scrutin à Orléans est celui des villes de plus de 1 000 habitants : la liste arrivée en tête obtient la moitié des 55 sièges du conseil municipal. Le reste est réparti à la proportionnelle entre toutes les listes ayant obtenu au moins 5 % des suffrages exprimés. Un deuxième tour est organisé si aucune liste n'atteint la majorité absolue et au moins 25 % des inscrits au premier tour. Seules les listes ayant obtenu aux moins 10 % des suffrages exprimés peuvent s'y présenter. Les listes ayant obtenu au moins 5 % des suffrages exprimés peuvent fusionner avec une liste présente au second tour.

## Candidats au premier tour
6 listes de 55 candidats ont été présentées :

### Lutte ouvrière — Faire entendre le camp des travailleurs
Comme en 2014, Farida Megdoud mène une liste Lutte ouvrière.

### Faire respirer Orléans — Parti socialiste et Parti communiste français
Le Parti socialiste et le Parti communiste français font liste commune, dirigée par Dominique Tripet et Baptiste Chapuis. Ils sont soutenus par le Parti radical de gauche et Liberté Écologie Fraternité, scission de l'Union des démocrates et des écologistes,.

### Les Orléanais au Cœur — Les Républicains
Élu maire en 2014 avant de démissionner pour raisons de santé en juin 2015, Serge Grouard se représente sous les couleurs du parti Les Républicains et de l'Union des démocrates et indépendants.

### Nous, Elle, Orléans — Sans étiquette
Nathalie Kerrien est la tête de la liste sans étiquette « Nous, Elle, Orléans ». Comme Olivier Carré, elle a été élue en 2014 dans la liste de Serge Grouard. Elle est adjointe à la Culture jusqu'en juin 2019. Sa liste centriste réunit des anciens adhérents du Parti socialiste, de La République en marche et de l'Union des démocrates et indépendants, ainsi que des anciens cadres locaux du Mouvement des jeunes socialistes et des Jeunes avec Macron.

### Orléans naturellement — La République en marche
Le maire sortant Olivier Carré se représente, non plus sous l'étiquette des Républicains qu'il a quittés en 2016, mais d'une sensibilité de centre et centre droit avec le soutien de La République en marche (LREM), d'Agir et du Mouvement démocrate. La députée LREM Stéphanie Rist figure en deuxième poisition sur sa liste. Cette dernière comporte également des membres des Républicains de la majorité municipale actuelle, dont l'ancien président du parti dans le Loiret, Olivier Geffroy, en troisième position, qui a démissionné de ses fonctions à l'annonce de l'obtention de l'investiture LR par Serge Grouard.

### Orléans Solidaire Écologique — Europe Écologie Les Verts et le collectif Orléans ensemble
Jean-Philippe Grand, conseiller municipal mène une liste Europe Écologie Les Verts. Il a été rejoint par l'ex députée PS Valérie Corre ainsi que par le mouvement citoyen Orléans ensemble conduit par Philippe Rabier et Sarah Benayad le 11 janvier 2020. La présence sur sa liste d'un ex militant de Debout la France créé la polémique.

## Candidature invalidée
Valentin Pelé entendait conduire une liste composée à la fois de membres de La France insoumise et du Parti animaliste. Cette liste n'est toutefois pas validée par la préfecture du Loiret ; Valentin Pelé envisage un recours administratif.

## Sondages
| Institut | Date                | Échantillon | LO      | FI   | PS-PCF  | EÉLV  | LREM-MoDem | DIV     | LR-UDI  | DIV          | RN |
| Institut | Date                | Échantillon | Megdoud | Pelé | Chapuis | Grand | Carré      | Kerrien | Grouard | Ben Chaabane |    |
| -------- | ------------------- | ----------- | ------- | ---- | ------- | ----- | ---------- | ------- | ------- | ------------ | -- |
| Institut | Date                | Échantillon |         |      |         |       |            |         |         |              |    |
| Ipsos    | 3 au 6 février 2020 | 600         | 1       | 6    | 7       | 21    | 23         | 5       | 29      | 2            | 6  |
| Ipsos    | 3 au 6 février 2020 | 600         | 1       | 6    | 7       | 22    | 24         | 6       | 32      | 2            | —  |

N.B. :
- en gras sur fond coloré : le candidat arrivé en tête du sondage ;
- en gras sur fond blanc le candidat arrivé en deuxième position du sondage.

## Résultats
|                                                          |                          |                          |              |              |             |             |        |        |  |
| Tête de liste                                            | Tête de liste            | Liste                    | Premier tour | Premier tour | Second tour | Second tour | Sièges | Sièges |  |
| Tête de liste                                            | Tête de liste            | Liste                    | Voix         | %            | Voix        | %           | CM     | OM     |  |
|                                                          | Serge Grouard            | LR-UDI                   | 7 888        | 35,62        | 9 098       | 40,29       | 39     | 24     |  |
| Les orléanais au cœur                                    |                          |                          | 7 888        | 35,62        | 9 098       | 40,29       | 39     | 24     |  |
|                                                          | Jean-Philippe Grand      | EELV-PS diss.            | 4 254        | 19,21        | 7 163       | 31,72       | 9      | 5      |  |
| Orléans solidaire écologique                             |                          |                          | 4 254        | 19,21        | 7 163       | 31,72       | 9      | 5      |  |
|                                                          | Baptiste Chapuis         | PS-PCF-PRG-LEF           | 2 862        | 12,92        | 7 163       | 31,72       | 9      | 5      |  |
| Faire respirer Orléans                                   |                          |                          | 2 862        | 12,92        | 7 163       | 31,72       | 9      | 5      |  |
|                                                          | Olivier Carré            | LREM-MoDem-Agir-LR diss. | 5 339        | 24,11        | 6 318       | 27,98       | 7      | 4      |  |
| Orléans naturellement avec Olivier Carré                 |                          |                          | 5 339        | 24,11        | 6 318       | 27,98       | 7      | 4      |  |
|                                                          | Nathalie Kerrien         | DVC                      | 1 446        | 6,53         |             |             | 0      | 0      |  |
| Nous, elle, Orléans                                      |                          |                          | 1 446        | 6,53         |             |             | 0      | 0      |  |
|                                                          | Farida Megdoud           | LO                       | 354          | 1,59         | 0           | 0           |        |        |  |
| Lutte ouvrière – Faire entendre le camp des travailleurs |                          |                          | 354          | 1,59         | 0           | 0           |        |        |  |
|                                                          |                          |                          |              |              |             |             |        |        |  |
| Votes valides                                            | Votes valides            | Votes valides            | 22 143       | 97,83        | 22 579      | 98,47       |        |        |  |
| Votes blancs                                             | Votes blancs             | Votes blancs             | 166          | 0,73         | 196         | 0,85        |        |        |  |
| Votes nuls                                               | Votes nuls               | Votes nuls               | 326          | 1,44         | 154         | 0,67        |        |        |  |
| Total                                                    | Total                    | Total                    | 22 635       | 100          | 22 929      | 100         | 55     | 33     |  |
| Abstention                                               | Abstention               | Abstention               | 40 261       | 64,01        | 40 049      | 63,59       |        |        |  |
| Inscrits / participation                                 | Inscrits / participation | Inscrits / participation | 62 896       | 35,99        | 62 978      | 36,41       |        |        |  |